# Teretistris
Teretistris es un género de aves paseriformes  endémico de Cuba, perteneciente a su propia familia Terestitridae, anteriormente colocado en Parulidae. Existen sólo dos especies Teretistris fernandinae (chillina) endémica de la parte occidental de Cuba y Teretistris fornsi (pechero) endémica de la parte oriental de Cuba.

## Taxonomía
El presente género estuvo hasta recientemente incluido en la familia Parulidae, pero este tratamiento no se sostiene ya que la especie tipo, T. fernandinae está fuera del clado, de esta forma monofilético. Las relaciones precisas permanecen dudosas, pero parece pariente cercano a Zeledoniidae y algunas veces allí se lo incluye; de cualquier forma no todos los resultados confirman este hermanamiento, y su tratamiento como familia separada puede ser la mejor opción dentro del conocimiento disponible hasta el momento.
Los recientes cambios taxonómicos ya fueron adoptados por el Congreso Ornitológico Internacional (IOC) y por Clements checklist v.2018.

## Especies
Según las clasificaciones del IOC y Clements Checklist/eBird el género agrupa a las siguientes especies con el respectivo nombre popular de acuerdo con la Sociedad Española de Ornitología (SEO):
| Imagen | Nombre científico       | Autor           | Nombre común       | Estado de conservación |
| ------ | ----------------------- | --------------- | ------------------ | ---------------------- |
|        | Teretistris fernandinae | (Lembeye, 1850) | reinita chillina   | LC                     |
|        | Teretistris fornsi      | Gundlach, 1858  | reinita de oriente | LC                     |